# Африканская литература

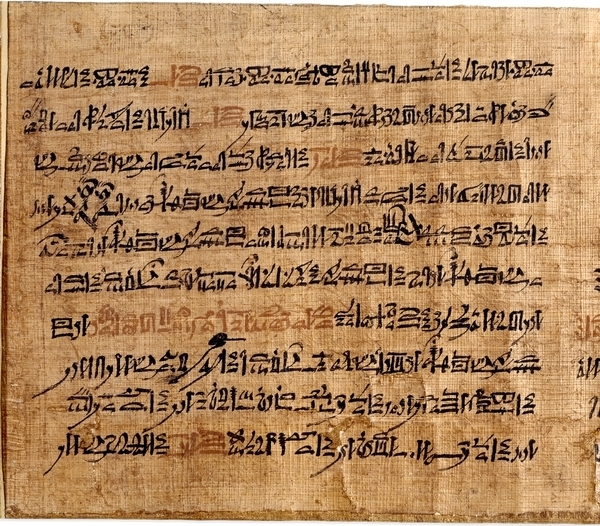
«Повесть о двух братьях», литературное произведение Древнего Египта, датируемое XII веком до н. э.

Африканская литература — литературные произведения, созданные в Африке. В отличие от европейского понимания литературы в основном как письменного произведения, значительную часть литературы Африки составляют устные произведения. Также, в отличие от европейцев, различающих понятия формы и содержания, для традиционных произведений африканцев форма и содержание неотделимы друг от друга; красота изложения используется не столько ради неё самой, сколько для построения более эффективного диалога со слушателем.

## Устное творчество
Устные произведения, включаемые в африканскую литературу, имеются у всех народов, населяющих Африку. Эти произведения принадлежат к различным жанрам: сказки, мифы, песни, загадки, басни и т. п. Изложение может быть как в прозе, так и в стихах. В ЮАР, Гамбии, Зимбабве и Бенине наблюдается наибольшее разнообразие жанров, в то время как творчество нубийцев, а также народов Джибути и Южного Судана, имеет наибольшую оригинальность. Распространению устных сказаний способствовали профессиональные сказители и певцы.
Древнейшим жанром устной литературы Африки является сказка о животных. Очень часто в этих произведений выводится хитроумный герой (трикстер), в роли которого могут выступать заяц, черепаха, паук. Эти маленькие животные используют свою сообразительность, чтобы выжить при столкновении с более крупными существами. Примерами животных-обманщиков являются Ананси, паук из фольклора народа ашанти в Гане; Иджапа, черепаха из фольклора йоруба в Нигерии; и Сунгура, заяц, встречающийся в фольклоре Центральной и Восточной Африки. Особенностью африканских сказок о животных является то, что они (в классическом виде) не содержат морализации.
Запись устных произведений Африки была начата в колониальный период. Первыми собирателями местных сказаний стали путешественники и миссионеры XVII—XVIII веков. Благодаря этому были сохранены произведения народного творчества, которые стали востребованы с ростом национального самосознания африканцев. Некоторые произведения возродились благодаря обратному переводу с европейских языков на язык народов, от которых они были записаны.
Крупной формой устной литературы Африки являются различные эпосы. К ним относятся сказания «Силамака и Пуллори Фульбе» и «Сундьята Мандинго» из Мали, «Предание о Мвиндо Ньянга» из Центральной Африки. К X веку относят эпические поэтические сказания Судана.

## Письменная литература
Письменная литература впервые появилась на севере Африки. Древнейшие литературные произведения относятся к Древнему Египту. Также литературные тексты создавались на греческом, латинском и финикийском языках. Позднее письменная литература испытывала сильное арабское влияние. Для многих стран юга Африки характерное позднее возникновение письменности на языках местных народов, часто вместе с провозглашением независимости в XX веке.
Помимо египетской литературы одним из ранних примеров письменной африканской литературы является эфиопская литература, появившаяся в царстве Аксум в IV—VII веках. Наиболее известным произведением в этой традиции является «Кебра Негаст» или «Книга о Славе Царей».
На континенте существует несколько средневековых традиций, среди которых можно выделить хаусанскую (север Нигерии, письменная культура у хауса появляется к концу XIV столетия, когда в результате развития внутрисуданской торговли в страны хауса проник ислам), амхарскую (Эфиопия, где произведения на староамхарском языке были весьма разнообразны в жанровом отношении), а также суахилийскую (Кения, Танзания и Уганда), находившуюся под значительным влиянием арабского мира. В этих литературах были созданы свои поэтические жанры и существовали собственные каноны. Так, одним из самых известных и ранних произведений литературы на суахили является «Утенди ва Тамбука» или «История Тамбуки» (датирована 1728 годом).
Древние письменные литературные произведения обнаруживаются в Мали и на Мадагаскаре. «Сеннарские хроники» и словарь «Табакат» служат примерами литературных произведений Судана. Крупным литературным центром стал университет в Томбукту, основанный в XII веке. В этом городе в различных библиотеках и частных коллекциях хранится около 300 000 или более рукописей, в основном написанных на арабском, но некоторые на местных языках (а именно на фула и сонгаи). Многие из них были написаны в самом университете Томбукту. Материалы охватывают широкий спектр тем, включая астрономию, поэзию, юриспруденцию, историю, веру, политику и философию.
В странах Северной Африки литература развивалась как часть общей арабской культуры, главенствующую роль в которой играл ислам. На арабском языке записаны тексты Мали, Чада и Судана. В Танзании и на Мадагаскаре арабская письменность использовалась для записи произведений на языке суахили и малагасийском языке соответственно.

## Африканская литература колониального периода
Современные национальные литературы государств Африки начали формироваться в колониальный период, с проникновением на континент европейских языков и латинского алфавита. В ЮАР латиница стала использоваться для записи текстов на местных языках с XIX века. Движущей силой для распространения письменности было христианство: миссионеры переводили на языки африканских народов Библию и другие священные тексты. Но во многих странах появление собственной литературы произошло только во второй половине XX века. Одним из последних собственную литературу получил остров Реюньон: здесь произведения на местном наречии стали издаваться только в 1990-х годах.
На Западе постепенно становятся известны африканские произведения, относящиеся к эпохе колонизации и работорговли. В первую очередь это рассказы о рабах, такие как «Удивительное повествование о жизни Олауды Эквиано, или Густава Васы, Африканца, написанное им самим» (1789).
В период колонизации африканцы познакомились с западными языками и начали на них писать. В 1911 году Джозеф Эфраим Кейсли-Хейфорд с Золотого берега (ныне Гана) опубликовал, вероятно, первый африканский роман на английском языке под названием «Эфиопия без границ: исследования в области расовой эмансипации». Хотя это произведение находится на границе между художественной литературой и политической пропагандой, его публикация и положительные отзывы в западной прессе знаменуют собой важный этап в развитии африканской литературы.
В этот период в литературе появляются произведения африканских авторов, написанные на английском языке. В 1935 году Герберт Исаак Эрнест Дломо из Южной Африки опубликовал первую африканскую пьесу на английском языке — «Девушка, которая убивала, чтобы спасти: освободительница Нонгкавусе».
В 1962 году Нгуги Ва Тхионго из Кении создал первую восточноафриканскую драму «Чёрный отшельник». Эта поучительная история о «трайбализме» (дискриминации между африканскими племенами) стала настоящим откровением.
Одним из первых произведений африканской литературы, завоевавших признание мировой критики, стал роман Чинуа Ачебе «Всё рушится». Опубликованный в 1958 году, в конце колониальной эпохи, этот роман глубоко анализирует влияние колониализма на традиционное африканское общество. Этот роман на сегодняшний день является самой читаемой и переводимой книгой современного африканского писателя. За него писатель в 2007 году получил Международную Букеровскую премию.
В африканской литературе периода позднего колониализма, между окончанием Первой мировой войны и обретением странами континента независимости, всё чаще стали появляться темы освобождения, самостоятельности и, особенно среди африканцев на франкоязычных территориях, негритюда.
Один из лидеров движения негритюда, поэт и впоследствии президент Сенегала Леопольд Седар Сенгор в 1948 году опубликовал первую антологию поэзии африканцев на французском языке под названием "Антология новой негритянской и малагасийской поэзии на французском языке". Предисловие к этой книге написал французский писатель-экзистенциалист Жан-Поль Сартр.

## Африканская литература независимых стран
С момента обретения независимости большинством африканских стран в 1950-х и 1960-х годах, африканская литература претерпела значительные изменения в количестве и признании. Многие африканские произведения начали появляться в академических программах и в списках «лучших произведений», составляемых с конца XX века.
В этот период африканские писатели начали писать как на западных языках, таких как английский, французский и португальский, так и на традиционных африканских языках, таких как хауса.
Али Мазруи и другие выделяют семь ключевых конфликтов, которые находят отражение в африканской литературе:
- Противоречия между прошлым и настоящим Африки;
- Конфликт между традициями и современностью;
- Противостояние между коренным населением и иммигрантами;
- Дилемма индивидуализма и коллективизма;
- Противоречие между социализмом и капитализмом;
- Выбор между развитием и самобытностью;
- Отношение между африканцами и всем человечеством.

Кроме того, в этот период в африканской литературе затрагиваются социальные проблемы, такие как коррупция, экономическое неравенство в новых независимых странах, а также права и роль женщин. Сегодня женщины-писательницы занимают более заметное место в публикуемой африканской литературе, чем это было до обретения независимости.
В 1986 году нигерийский писатель Воле Шойинка стал первым африканцем после обретения независимости, удостоенным Нобелевской премии по литературе. Ранее, в 1957 году, этой награды был удостоен уроженец Алжира Альбер Камю.
Среди других африканских лауреатов Нобелевской премии по литературе стоит отметить:
- Нагиб Махфуз (Египет) — 1988 год;
- Надин Гордимер (Южная Африка) — 1991 год;
- Дж. М. Кутзее (Южная Африка) — 2003 год;
- Дорис Лессинг (Великобритания/Зимбабве) — 2007 год;
- Абдулразак Гурна (Танзания) — 2021 год.

В 1991 году роман Бена Окри «Голодная дорога» был удостоен Букеровской премии. А в 2000 году была учреждена премия Кейна за африканское литературное произведение, которая вручается за короткие рассказы.

## Современное состояние дел
С начала 2010-х годов в Африке наблюдается всплеск литературного творчества, хотя читатели не всегда успевают за всеми новинками. Можно также отметить появление произведений, которые ищут свой, современный стиль.
Кроме того, на континенте ощущается недостаток литературных критиков. Литературные мероприятия, включая премии, стали очень популярными, некоторые из них отличаются оригинальными концепциями. Например, Гран-при литературных ассоциаций стал ярким примером такого подхода.
Онлайн-платформа Brittle Paper, основанная Айнехи Эдоро, «изменила понимание африканской литературы». Бхакти Шрингарпуре отмечает, что «динамичные цифровые импульсы африканского творчества не только преобразили африканскую литературу, но и в корне изменили литературную культуру, которую мы знаем».
Растущее использование интернета также повлияло на то, как читатели получают доступ к африканской литературе. Благодаря цифровым платформам для чтения и публикации книг, таким как OkadaBooks, у читателей появляются новые возможности.
Известный кенийский писатель и эссеист Биньяванга Вайнайна в своем сатирическом эссе сформулировал «требования» для молодых авторов по написанию современной успешной книги об Африке:
«Обязательно включите в заглавие слово „Африка”, „тьма” или „сафари”… В тексте говорите об Африке так, как если бы это была одна страна. В ней жарко, пыльно, по лугам бродят огромные стада животных, а населена она тощими голодающими людьми… Табуированные темы – обычные домашние сцены, любовь между африканцами (если она не заканчивается смертью), отсылки к африканским писателям или интеллектуалам, упоминания о детях, которые ходят в школу, а не страдают от фрамбезии, Эболы или женского обрезания».

## Получившие известность прозаические произведения африканских авторов
- Абрахамс, Питер Генри ( ЮАР): Mine Boy (1946), A Wreath for Udomo (1956), This Island Now (1966)
- Агуалуза, Жузе Эдуарду ( Ангола): Rainy Season, Creole, The Book of Chameleons, My Father's Wives
- Адичи, Чимаманда Нгози ( Нигерия): Purple Hibiscus (2003), Half of a Yellow Sun (2006), Americanah (2013)
- Айду, Кристина Ама Ата ( Гана): Our Sister Killjoy (1977), Changes: a Love Story (1991)
- Али, Мохаммед Насиу ( Гана): The Prophet of Zongo Street (2006)
- Алмейда, Жерману ( Кабо-Верде): O dia das calças roladas (1982), The Last Will and Testament of Senhor da Silva Araújo
- Амади, Элечи ( Нигерия): The Concubine (1966), The Great Ponds, Sunset in Biafra
- Арма, Айи Квеи ( Гана): The Beautyful Ones Are Not Yet Born (1968), Two Thousand Seasons (1973)
- Атта, Айеша Харруна ( Гана): Harmattan Rain (2008)
- Атта, Сефи ( Нигерия): Everything Good Will Come (2005)
- Ачебе, Чинуа ( Нигерия): Arrow of God (1964), No Longer At Ease (1960), Things Fall Apart (1958), A Man of the People (1966), Anthills of the Savannah (1987),
- Ба, Мариама ( Сенегал): Une si longue lettre (So Long a Letter)
- Барнард, Кристиан ( ЮАР): Bundu, Mahala (1971)
- Бенжеллун, Тахар ( Марокко): The Sacred Night, The Sand Child (1985), This Blinding Absence of Light (2001)
- Бети, Монго ( Камерун): Poor Christ of Bomba (1956 as Le Pauvre Christ de Bomba)
- Бих, Ишмаэль ( Сьерра-Леоне): A Long Way Gone (2007), Radiance of Tomorrow
- Бринк, Андре ( ЮАР): 'n Droe Wit Seisoen (A Dry White Season), Gerugte van Reen (Rumours of Rain)
- Вера, Ивонн ( Зимбабве): Butterfly Burning (1998)
- Бэалю Гырма ( Эфиопия): Oromay (The End)
- Дангарембга, Цици ( Зимбабве): Nervous Conditions (1988), The Book of Not (2006), This Mournable Body (2020)
- Ассия Джебар ( Алжир): Les Enfants du Nouveau Monde
- Диб, Мухаммед ( Алжир): La grande maison
- Дидо, Е. К. М. ( ЮАР): 'n Stringetjie Blou Krale (A String of Blue Beads), Die Storie van Monica Peters (The Story of Monica Peters)
- Дуйкер, К. Селло ( ЮАР): Thirteen Cents (2000), The Quiet Violence of Dreams (2001)
- Гордимер, Надин ( ЮАР): Burger's Daughter (1979), The Conservationist (1974), July's People (1981)
- Ла Гума, Алекс ( ЮАР): In the Fog of the Seasons' End (1972), The Stone-Country (1967), Time of the Butcherbird (1979), A Walk in the Night (2020)
- Гурна, Абдулразак ( Танзания): Paradise (1994), By the Sea (2001), Afterlives (2020)
- Зерихун, Бырхану ( Эфиопия): Ye'imba debdabbéwoch ("Tearful Letters")
- Исегава, Мозес ( Уганда): Abyssinian Chronicles (1998)
- Исмон, Раймонд Сариф ( Сьерра-Леоне): Dear Parent and Ogre (1964), The New Patriots: a play in three acts (1965), The Burnt-Out Marriage (1967), The Feud and Other Stories (1981)
- Джейкобс, Райда ( ЮАР): The Slave Book, Eyes of the Sky, Confessions of a Gambler
- Кане, Шейх Хамиду ( Сенегал): L'Aventure ambiguë (1961)
- Коуту, Миа ( Мозамбик): Terra Sonâmbula (Sleepwalking Land)
- Кутзее, Джон Максвелл ( ЮАР): Disgrace (1999), Life & Times of Michael K (1983)
- Кхоса, Унгулани Ба Ка ( Мозамбик): Ualalapi (1987)
- Катулвенде, Малама ( Замбия): Bitterness (2005)
- Кезилахаби, Эфрас ( Танзания): The Concept of the Hero in African Fiction (1983), Rosa Mistika (1988), Karibu Ndani (1988), Nagona (1990), Mzingile (1991)
- Лайе, Камара ( Гвинея): The African Child (L'Enfant noir, 1953), The Radiance of the King (1954)
- Лопес, Анри ( Республика Конго): Tribaliques (1971)
- Луандину Виейра, Жозе ( Ангола): Luuanda (1963)
- Мангуа, Чарльз ( Кения): Son of Woman (1971), A Tail in the Mouth
- Маньика, Сара Ладипо ( Нигерия): In Dependence (2008)
- Маречера, Дамбудзо ( Зимбабве): The House of Hunger (1978)
- Махфуз, Нагиб ( Египет): The Beginning and the End (1949), Cairo Trilogy, Children of Gebelawi, Midaq Alley
- Мванги, Меджа ( Кения): Carcase for Hounds (1974), Going Down River Road (1976), Kill Me Quick (1973)
- Мда, Закес ( ЮАР): Ways of Dying (1995), The Heart of Redness
- Мофоло, Томас ( ЮАР/ Лесото): Chaka (1925)
- Мохамед, Надифа ( Сомали) Black Mamba Boy (2010), The Orchard of Lost Souls (2013), The Fortune Men (2021)
- Мур, Баи Тамиа ( Либерия): Murder in the Cassava Patch (1968)
- Мэтти, Дален ( ЮАР): Kringe in 'n bos (Circles in a Forest)
- Мтанга, Фадхи ( Танзания): Kizungumkuti,  Huba, Fungate
- Нвапа, Флора ( Нигерия): Efuru (1966), Idu (1970), One is Enough, Never Again, Women are Different
- Нгуги Ва Тхионго ( Кения): A Grain of Wheat (1967), Matigari (1986), Petals of Blood (1977), Weep Not, Child (1964), Wizard of the Crow (2006)
- Никерк, Марлена ван ( ЮАР): Triomf (Triumph, 1994)
- Нкоси, Льюис ( ЮАР): Mandela's Ego (2006), Mating Birds (1986), Underground People (2002)
- Обайгбо, Аоири ( Нигерия): The Wretched Billionaire (2021)
- Ойоно, Фердинанд Леопольд ( Камерун): Une vie de boy (1956), Le vieux nègre et la médaille (1956), Le chemin d’Europe (1960)
- Окорафор, Ннеди ( Нигерия): Zahrah the Windseeker (2005)
- Окри, Бен ( Нигерия): The Famished Road (1991), Songs of Enchantment (1993)
- Онвана, Луиш Бернарду ( Мозамбик): Nós Matamos O Cão-Tinhoso e Outros Contos (We Killed Mangy Dog and Other Stories) (1964)
- Пепетела ( Ангола) : Muana Puó, Mayombe, A Gloriosa Família (1997)
- Плааки, Соломон ( ЮАР): Mhudi (1930)
- Пэйтон, Алан ( ЮАР): Cry, The Beloved Country (1948)
- Наваль ас-Саадави ( Египет): Woman at Point Zero (1975)
- Салих, Тайиб ( Судан): Season of Migration to the North (1966)
- Санкавуло, Уилтон ( Либерия): Birds Are Singing
- Сембен, Усман ( Сенегал): Xala (1973), The Black Docker (Le Docker Noir), God's Bits of Wood (Les Bouts de Bois de Dieu), The Last of the Empire (Le dernier de l'Empire), Tribal Scars (Voltaïque), (1962)
- Сеэне, Бенджамен ( Руанда): Le Feu sous la Soutane (Fire under the Cassock)
- Скуман, Карел ( ЮАР): n Ander Land (Another Country), Na die Geliefde Land (Promised Land)
- Тутуола, Амос ( Нигерия): The Palm Wine Drinkard (1952), My Life in the Bush of Ghosts (1954), Simbi and the Satyr of the Dark Jungle, Feather Woman of the Jungle, The Witch-Herbalist of the Remote Town, Ajaiyi and his Inherited Poverty
- Уологем, Ямбо ( Мали): Le Devoir de Violence (Bound to Violence)
- Уолтерс, Джозеф Джеффри ( Либерия): Guanya Pau: A Story of an African Princess (1891)
- Фугард, Атол ( ЮАР): Tsotsi
- Фагунва, Даниель Олорунфеми ( Нигерия): Ogboju odẹ ninu igbo irunmalẹ (The Forest of a Thousand Demons)
- Фарах, Нуруддин ( Сомали): From a Crooked Rib (1970), Sweet and Sour Milk (1979), Maps (1986)
- Ясмина Хадра ( Алжир): The Swallows of Kabul (2002)
- Хед, Бесси ( Ботсвана): When Rain Clouds Gather (1968), Maru (1971), A Question of Power (1973)
- Чигози, Обиома ( Нигерия): The Fishermen (2015), An Orchestra of Minorities (2019)
- Чикайя У Тамси ( Республика Конго): Légendes africaines (1969)
- Шойинка, Воле ( Нигерия): The Interpreters (1965), Seasons of Anomy (1973), Chronicles from the Land of the Happiest People on Earth (2021)
- Шрейнер, Оливия ( ЮАР): The Story of an African Farm (1883)
- Эмечета, Бучи ( Нигерия): The Bride Price (1976), The Slave Girl (1977), The Joys of Motherhood (1979), Destination Biafra (1982)